# Сайхан-Овоо (Дундговь)
Сайхан-Овоо (монг. Сайхан-Овоо) — сомон аймака Дундговь в центральной части Монголии, площадь которого составляет 4 055 км². Численность населения по данным 2007 года составила 2 551 человек.
Центр сомона — усадьба Онщ, расположенная в 210 километрах от административного центра аймака — города Мандалговь и в 380 километрах от столицы страны — Улан-Батора.

## География
Сомон расположен в центральной части Монголии. Граничит с соседними аймакомами Уверхангай и Умнеговь. На территории Сайхан-Овоо располагаются горы Ахар, Хайрхан, Тугруг, протекает река Онги.
Из полезных ископаемых в сомоне встречаются ценный камень, шпат, химическое и строительное сырьё.

## Климат
Климат резко континентальный. Средняя температура января -17 градусов, июля +20-21 градусов. Ежегодная норма осадков 100-170 мм.

## Фауна
Животный мир Сайхан-Овоо представлен волки, лисы, зайцы, корсаки.

## Инфраструктура
В сомоне есть школа, больница, дома отдыха. В 18 км от сомонного центра располагается буддийский монастырь Онгийн-хийд с действующим храмом.

## Известные уроженцы
- Дорджидагба, Жигдзавын (1903—1993) — Народный артист Монголии.